# Zakazany Bóg
Zakazany Bóg (hiszp. Un Dios prohibido) – hiszpański dramat filmowy z 2013 roku w reżyserii Pabla Moreno o grupie klaretynów zamordowanej podczas wojny domowej w sierpniu 1936 roku. Zdjęcia kręcono w Ciudad Rodrigo w prowincji Salamanka.

## Premiera
Film miał światową premierę 21 maja 2013 roku w Rzymie. Do szerokiej dystrybucji w salach kinowych w Hiszpanii wszedł 14 czerwca 2013. W Polsce na ekrany kin trafił 6 listopada 2015 roku.

## Fabuła
Film oparty na faktach. Akcja filmu rozgrywa się w Hiszpanii w Barbastro podczas wojny domowej w 1936 roku. Autorzy przedstawili historię prześladowania i męczeństwa 51 księży i kleryków ze zgromadzenia klaretynów. Każdemu z nich zaproponowano wyrzeczenie się wiary w zamian za uwolnienie.

## Obsada
W filmie wystąpili, m.in.:
- Jacobo Muñoz jako Eugenio Sopena
- Iñigo Etayo jako Ramón Illa
- Elena Furiase jako Trini
- Mauro Muñiz jako „wujek” Pelé
- Guido Balzaretti jako Hall
- Juan Lombardero jako Vall
- Jesús Guzmán jako ojciec Muñoz
- Ainhoa Aldanondo jako Ángeles
- Jerónimo Salas jako Faustino
- Javier Suárez jako Casadevall